# Skeleton-Europacup 2019/20
Die Saison 2019/20 war die zwanzigste Saison vom Skeleton-Europacup, welcher von der IBSF organisiert und ausgetragen wird. Diese Rennserie gehört gemeinsam mit den Intercontinentalcup 2019/20 und den Nordamerikacup 2019/20 zum Unterbau des Weltcups 2019/20. Die Ergebnisse der acht Saisonläufe an fünf Wettkampforten flossen in das IBSF-Skeleton-Ranking 2019/20 ein.
Bei den Frauen gewann die Brittin Amelia Coltman vor der Lettin Endija Tērauda die Gesamtwertung des Europacups. Den dritten Platz in der Gesamtwertung sicherte sich Alina Tararytschenkowa, obwohl sie nur an fünf von acht Rennen teilgenommen hat. Damit schaffte es erst zum dritten Mal in der Geschichte des Europacups keine deutsche Skeletonpilotin in der Gesamtwertung auf das Podest und zudem wurden erstmals in der Geschichte alle Rennen von Skeletonpilotinnen gewonnen, welche nicht für Deutschland an den Start gehen. Bei den Männern sicherte sich der Deutsche Felix Seibel den Gesamtsieg. Der Russe Vladislav Semenov und der Lette Krists Netlaus, welcher bereits 2017/18 den Europacup gewann, folgten auf den Plätzen zwei und drei.

## Frauen

### Veranstaltungen
| Datum             | Ort        | 1. Platz               | 2. Platz           | 3. Platz               |
| ----------------- | ---------- | ---------------------- | ------------------ | ---------------------- |
| 8. Dezember 2019  | Winterberg | Hannah Stevenson       | Amelia Coltman     | Hanna Staub            |
| 14. Dezember 2019 | Königssee  | Amelia Coltman         | Josefa Schellmoser | Hanna Staub            |
| 15. Dezember 2019 | Königssee  | Endija Tērauda         | Luisa Hornung      | Amelia Coltman         |
| 10. Januar 2020   | Innsbruck  | Alina Tararytschenkowa | Alessia Crippa     | Valentina Margaglio    |
| 11. Januar 2020   | Innsbruck  | Amelia Coltman         | Alessia Crippa     | Alina Tararytschenkowa |
| 18. Januar 2020   | Sigulda    | Endija Tērauda         | Dārta Zunte        | Alina Tararytschenkowa |
| 24. Januar 2020   | Altenberg  | Alina Tararytschenkowa | Agathe Bessard     | Amelia Coltman         |
| 25. Januar 2020   | Altenberg  | Alina Tararytschenkowa | Agathe Bessard     | Valentina Margaglio    |

### Gesamtwertung
| Rang | Pilotin                | Pilotin                | Winterberg       | Königssee         | Königssee         | Innsbruck       | Innsbruck       | Sigulda         | Altenberg       | Altenberg       | Punkte |
| Rang | Name                   | Land                   | 8. Dezember 2019 | 14. Dezember 2019 | 15. Dezember 2019 | 10. Januar 2020 | 11. Januar 2020 | 18. Januar 2020 | 24. Januar 2020 | 25. Januar 2020 | Punkte |
| ---- | ---------------------- | ---------------------- | ---------------- | ----------------- | ----------------- | --------------- | --------------- | --------------- | --------------- | --------------- | ------ |
| 01   | Amelia Coltman         | Vereinigtes Königreich | 02               | 01                | 03                | 05              | 01              | –               | 03              | 04              | 420    |
| 02   | Endija Tērauda         | Lettland               | 07               | 05                | 01                | 06              | 06              | 01              | 11              | 09              | 377    |
| 03   | Alina Tararytschenkowa | Russland               | –                | –                 | –                 | 01              | 03              | 03              | 01              | 01              | 335    |
| 04   | Dārta Zunte            | Lettland               | 09               | 04                | 24                | 11              | 09              | 02              | 06              | 06              | 300    |
| 05   | Hanna Staub            | Deutschland            | 03               | 03                | 05                | 14              | 18              | 09              | 07              | 10              | 299    |
| 06   | Stefanie Votz          | Deutschland            | 06               | –                 | –                 | 07              | 12              | 05              | 05              | 05              | 241    |
| 07   | Hannah Stevenson       | Vereinigtes Königreich | 01               | 24                | 18                | 08              | 05              | –               | 12              | 12              | 235    |
| 08   | Sarah Wimmer           | Deutschland            | –                | –                 | –                 | 04              | 04              | 06              | 08              | 07              | 214    |
| 09   | Valentina Margaglio    | Italien                | –                | –                 | –                 | 03              | 07              | –               | 04              | 03              | 198    |
| 10   | Shizuka Uehara         | Japan                  | 15               | 14                | 05                | 15              | 19              | 14              | 14              | 17              | 184    |

## Männer

### Veranstaltungen
| Datum             | Ort        | 1. Platz       | 2. Platz          | 3. Platz           |
| ----------------- | ---------- | -------------- | ----------------- | ------------------ |
| 8. Dezember 2019  | Winterberg | Lukas Nydegger | Felix Seibel      | Martin Rosenberger |
| 14. Dezember 2019 | Königssee  | Felix Seibel   | Lukas Nydegger    | Krists Netlaus     |
| 15. Dezember 2019 | Königssee  | Amedeo Bagnis  | Cedric Renner     | Krists Netlaus     |
| 10. Januar 2020   | Innsbruck  | Amedeo Bagnis  | Felix Seibel      | Hiroatsu Takahashi |
| 11. Januar 2020   | Innsbruck  | Amedeo Bagnis  | Matt Weston       | Hiroatsu Takahashi |
| 18. Januar 2020   | Sigulda    | Krists Netlaus | Vladislav Semenov | Mārtiņš Muižnieks  |
| 24. Januar 2020   | Altenberg  | Felix Seibel   | Vladislav Semenov | Matt Weston        |
| 25. Januar 2020   | Altenberg  | Felix Seibel   | Vladislav Semenov | Nathan Crumpton    |

### Gesamtwertung
| Rang | Pilot                | Pilot                  | Winterberg       | Königssee         | Königssee         | Innsbruck       | Innsbruck       | Sigulda         | Altenberg       | Altenberg       | Punkte |
| Rang | Name                 | Land                   | 8. Dezember 2019 | 14. Dezember 2019 | 15. Dezember 2019 | 10. Januar 2020 | 11. Januar 2020 | 18. Januar 2020 | 24. Januar 2020 | 25. Januar 2020 | Punkte |
| ---- | -------------------- | ---------------------- | ---------------- | ----------------- | ----------------- | --------------- | --------------- | --------------- | --------------- | --------------- | ------ |
| 01   | Felix Seibel         | Deutschland            | 2                | 1                 | 4                 | 2               | 13              | 5               | 1               | 1               | 476    |
| 02   | Vladislav Semenov    | Russland               | 4                | 9                 | 6                 | 5               | 24              | 2               | 2               | 2               | 371    |
| 03   | Krists Netlaus       | Lettland               | 5                | 3                 | 3                 | 13              | 15              | 1               | 8               | 9               | 348    |
| 04   | Cedric Renner        | Deutschland            | –                | 4                 | 2                 | 9               | 5               | 9               | 7               | 7               | 304    |
| 05   | Hiroatsu Takahashi   | Japan                  | 8                | 16                | 11                | 3               | 3               | 8               | 11              | 6               | 302    |
| 06   | Alexander Schlintner | Österreich             | 12               | 7                 | 10                | 6               | 9               | 4               | 9               | 10              | 288    |
| 07   | Amedeo Bagnis        | Italien                | 11               | 12                | 1                 | 1               | 1               | –               | –               | –               | 283    |
| 08   | Matt Weston          | Vereinigtes Königreich | 15               | 19                | 21                | 11              | 2               | –               | 3               | 4               | 246    |
| 09   | Ludwig Mannhardt     | Deutschland            | 26               | 5                 | 9                 | 14              | 20              | 12              | 5               | 5               | 238    |
| 10   | Stefan Röttig        | Deutschland            | –                | –                 | –                 | 8               | 4               | 6               | 4               | 8               | 212    |